# Caso Sweatt v. Painter
Sweatt v. Painter (1950), foi um caso da Suprema Corte dos Estados Unidos que desafiou com sucesso a doutrina "separados, mas iguais" de segregação racial estabelecida pelo caso de Plessy v. Ferguson em 1896. O caso foi influente no caso histórico de Brown v. Board of Education quatro anos depois.